# المفوضية السامية لفلسطين وشرق الأردن
ان المفوض السامي لفلسطين وشرق الأردن (High Commissioners for Palestine and Transjordan) هو أعلى سلطة تمثل المملكة المتحدة في الأراضي الواقعة تحت الانتداب في فلسطين ، وكان المفوض السامي لشرق الأردن هو أعلى سلطة تمثل المملكة المتحدة في شرق الأردن . وشغل هذه المناصب دائمًا فرد واحد في وقت واحد بعد إنشاء المفوض السامي لشرق الأردن في عام 1928.
كان المندوب البريطاني في عمان «مسؤولاً أمام المفوض السامي في دوره كممثل لسلطة الانتداب، ولكن ليس بصفته رئيسًا لإدارة فلسطين». 
كان مقر المفوض السامي في القدس. بدأ المكتب في 1 يوليو 1920، قبل بدء الانتداب في 29 سبتمبر 1923، وحل محل الاحتلال العسكري البريطاني تحت إدارة أراضي العدو المحتلة ، التي كانت تعمل في فلسطين في 1917-1918. توقف المكتب مع انتهاء الانتداب في 15 مايو 1948.
عندما يكون منصب المفوض السامي شاغرًا، أو لم يتمكن المفوض السامي من أداء واجباته لسبب ما، تم تعيين شخص عادة ما يكون السكرتير الأول لحكومة فلسطين لأداء نفس الواجبات بنفس الصلاحيات. 

## مقر المفوضية
كان يقع مقر المفوض السامي لفلسطين وشرق الأردن في القدس في حي أرمون حنتسيف

## قائمة المفوضين الساميين لفلسطين وشرق الأردن
تاليا قائمة أسماء المفوضين الساميين في فلسطين وشرق الاردن والذي بدا 1 يوليو 1920 وانتهى 14 مايو 1948 حيت شغل المنصب 13 شخصية على مدى 28 عام.
| صورة | اسم                                       | بداية المنصب   | نهاية المدة    |
| ---- | ----------------------------------------- | -------------- | -------------- |
|      | السير هربرت لويس صموئيل                   | 1 يوليو 1920   | 30 يونيو 1925  |
|      | السير جورج ستيوارت سيمز (ممثل المفوض)     | 2 يوليو 1925   | 25 أغسطس 1925  |
|      | المشير الميداني لورد بلومر                | 25 أغسطس 1925  | 31 يوليو 1928  |
|      | السير هاري تشارلز لوك (ممثل المفوض)       | 31 يوليو 1928  | 6 ديسمبر 1928  |
|      | السير جون تشانسيلور                       | 6 ديسمبر 1928  | 2 سبتمبر 1931  |
|      | السير مارك أيتشيسون يونغ (ممثل المفوض)    | 3 سبتمبر 1931  | 20 نوفمبر 1931 |
|      | السير آرثر جرينفيل وايكهوب                | 20 نوفمبر 1931 | 1 مارس 1938    |
|      | وليام دينيس باترشيل (العمل لفترات متعددة) | 21 يونيو 1937  | 3 مارس 1938    |
|      | السير هارولد ماكمايكل                     | 3 مارس 1938    | 30 أغسطس 1944  |
|      | جون فالنتين ويستار شو (ممثل المفوض)       | 30 أغسطس 1944  | 31 أكتوبر 1944 |
|      | المشير الميداني جون فيريكير               | 31 أكتوبر 1944 | 5 نوفمبر 1945  |
|      | جون فالنتين ويستار شو (ممثل المفوض)       | 5 نوفمبر 1945  | 21 نوفمبر 1945 |
|      | السير آلان كننغهام                        | 21 نوفمبر 1945 | 14 مايو 1948   |

## روابط خارجية
- تقرير لعصبة الأمم عن إدارة فلسطين وشرق الأردن لعام 1928
- اتفاقية بين صاحب الجلالة البريطاني وسمو أمير شرق الأردن، فبراير 1928 ، المادة الأولى، «يوافق سمو الأمير على أن يمثل جلالة بريطانيا في شرق الأردن من قبل مقيم بريطاني ينوب عن المفوض السامي لعبور الأردن -الأردن.»